# Junior Eurovision Song Contest 2019
La diciassettesima edizione del Junior Eurovision Song Contest si è svolta il 24 novembre 2019 presso la Gliwice Arena di Gliwice, in Polonia.
Il concorso si è articolato in un'unica finale condotta da Ida Nowakowska, Aleksander Sikora e Roksana Węgiel, ed è stato trasmesso in 21 paesi (inclusa l'Australia). La durata totale del concorso è stata di 2 ore.
In questa edizione la Spagna, già vincitrice del Junior Eurovision Song Contest 2004, ha confermato il suo ritorno dopo 12 anni d'assenza, mentre l'Azerbaigian e Israele hanno annunciato il proprio ritiro.
La vincitrice è stata Viki Gabor per la Polonia con Superhero, diventando così la prima nazione ad aggiudicarsi la manifestazione per due edizioni consecutive, nonché la prima a vincere in casa.

## Organizzazione
Come è già accaduto nell'edizioni precedenti, l'Unione europea di radiodiffusione (UER), ha annunciato che sarebbero state le emittenti interessate a presentare una candidatura per organizzare la manifestazione.
Il 10 dicembre 2018, è stato annunciato che la Polonia con l'emittente nazionale TVP avrebbe avuto l'onore di organizzare la manifestazione, battendo le candidature di Armenia (ARMTV) e quella del Kazakistan (Khabar Agency). È la prima volta in assoluto che la Polonia organizza la manifestazione, ma non è il primo evento eurovisivo targato UER organizzato dal Paese. Infatti ha precedentemente organizzato un'edizione dell'Eurovision Young Musicians nel 1994 e tre edizioni dell'Eurovision Young Dancers nel 1997, 2005 e 2013.

### Sede dell'evento

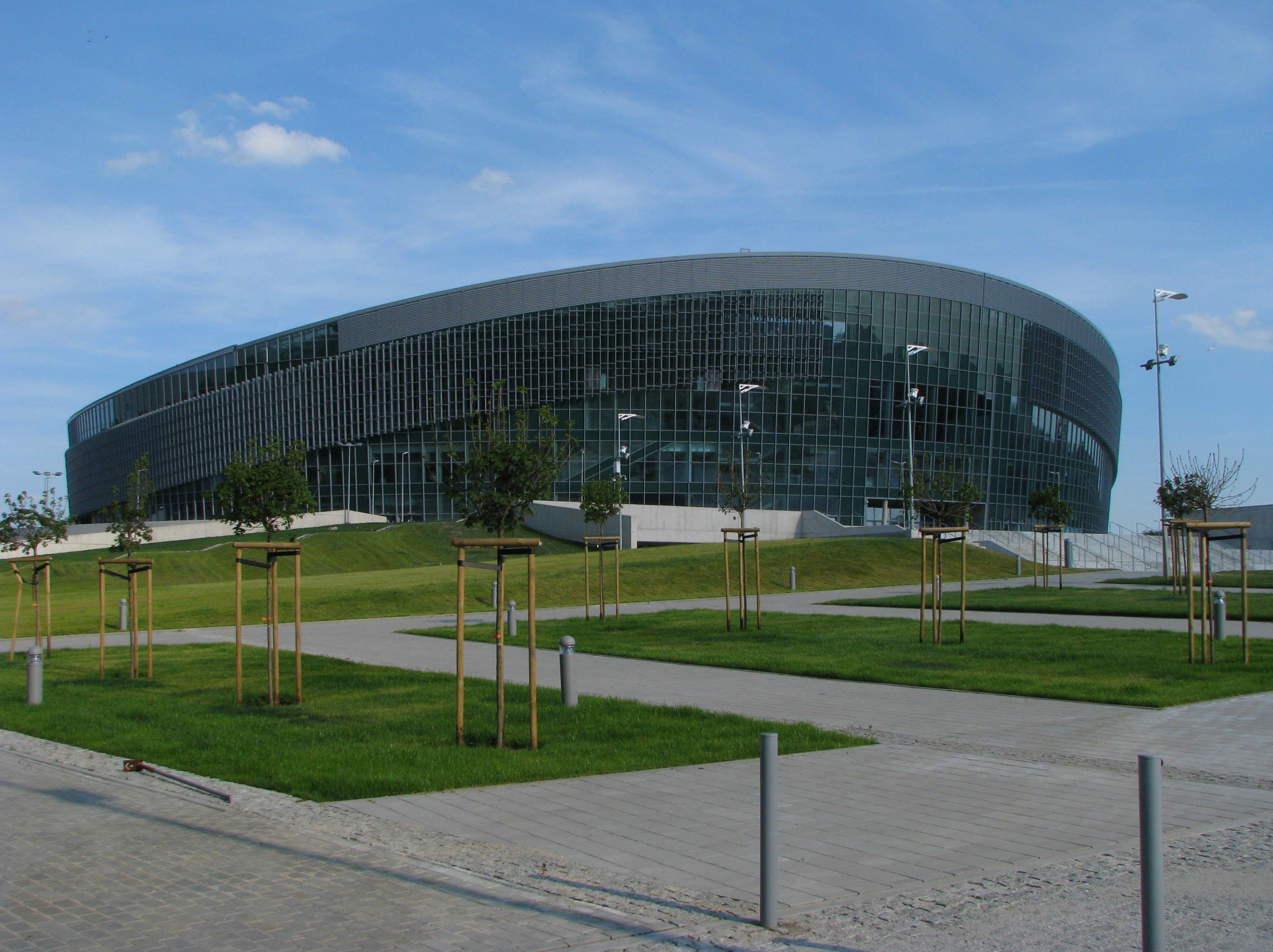
La Gliwice Arena, sede del Junior Eurovision Song Contest 2019.

L'emittente polacca TVP ha annunciato che sarebbe stato indetto un bando per selezionare la città ospitante. A stretto giro ha seguito l'interesse ad ospitare l'evento di diverse città tra cui Cracovia (Tauron Arena Kraków), Danzica (Ergo Arena), Gliwice (Gliwice Arena), Katowice (Spodek), Łódź (Atlas Arena) e Toruń (Arena Toruń). La capitale Varsavia, invece, è stata esclusa fin da subito, in quanto non è dotata di strutture adeguate per ospitare l'evento.
Il 17 gennaio 2019 Noel Curran, direttore generale dell'UER, ha annunciato sul canale TVP Info che l'evento si sarebbe tenuto a Cracovia. La sede non è stata ancora confermata, anche se era probabile che il concorso si sarebbe svolto nella Tauron Arena Kraków. Tuttavia l'emittente polacca TVP ha successivamente smentito la notizia, confermando che la città ospitante non era stata ancora selezionata, e che la città di Cracovia era una delle possibili opzioni.
Il 24 febbraio 2019 TVP e l'UER hanno comunicato che la scelta era stata ristretta a due città, collocate rispettivamente a nord ed a sud del paese.
Il 3 marzo 2019 oltre alle cinque città precedentemente candidate, viene aggiunta anche Stettino (Arena Szczecin), che è stata anche confermata come una delle due possibili città ospitanti ancora in lizza per l'organizzazione assieme a Gliwice.
Il 6 marzo 2019 la Gliwice Arena è stata annunciata come sede ufficiale dell'evento.
| Città    | Sede                | Capacità | Note |
| -------- | ------------------- | -------- | --- |
| Cracovia | Tauron Arena Kraków | 20 400   | Ha ospitato il campionato mondiale maschile di pallavolo 2014 ed il campionato europeo maschile di pallamano 2016          |
| Danzica  | Ergo Arena          | 15 000   | Ha ospitato i campionati mondiali di atletica leggera indoor 2014 e i campionati europei maschili di pallavolo 2013 e 2014 |
| Gliwice  | Gliwice Arena       | 17 000   | – |
| Katowice | Spodek              | 11 500   | Ha ospitati diverse edizioni della World League di pallavolo e del campionato europeo maschile di pallavolo                |
| Łódź     | Atlas Arena         | 13 800   | Ha ospitato l'edizione 2009-10 e 2011-12 della CEV Champions League                                                        |
| Stettino | Arena Szczecin      | 7 027    | – |
| Toruń    | Arena Toruń         | 9 250    | Ha ospitato il XXIX Campionato europeo di scherma e i XXXVI Campionati europei di atletica leggera indoor                  |

### Logo e slogan

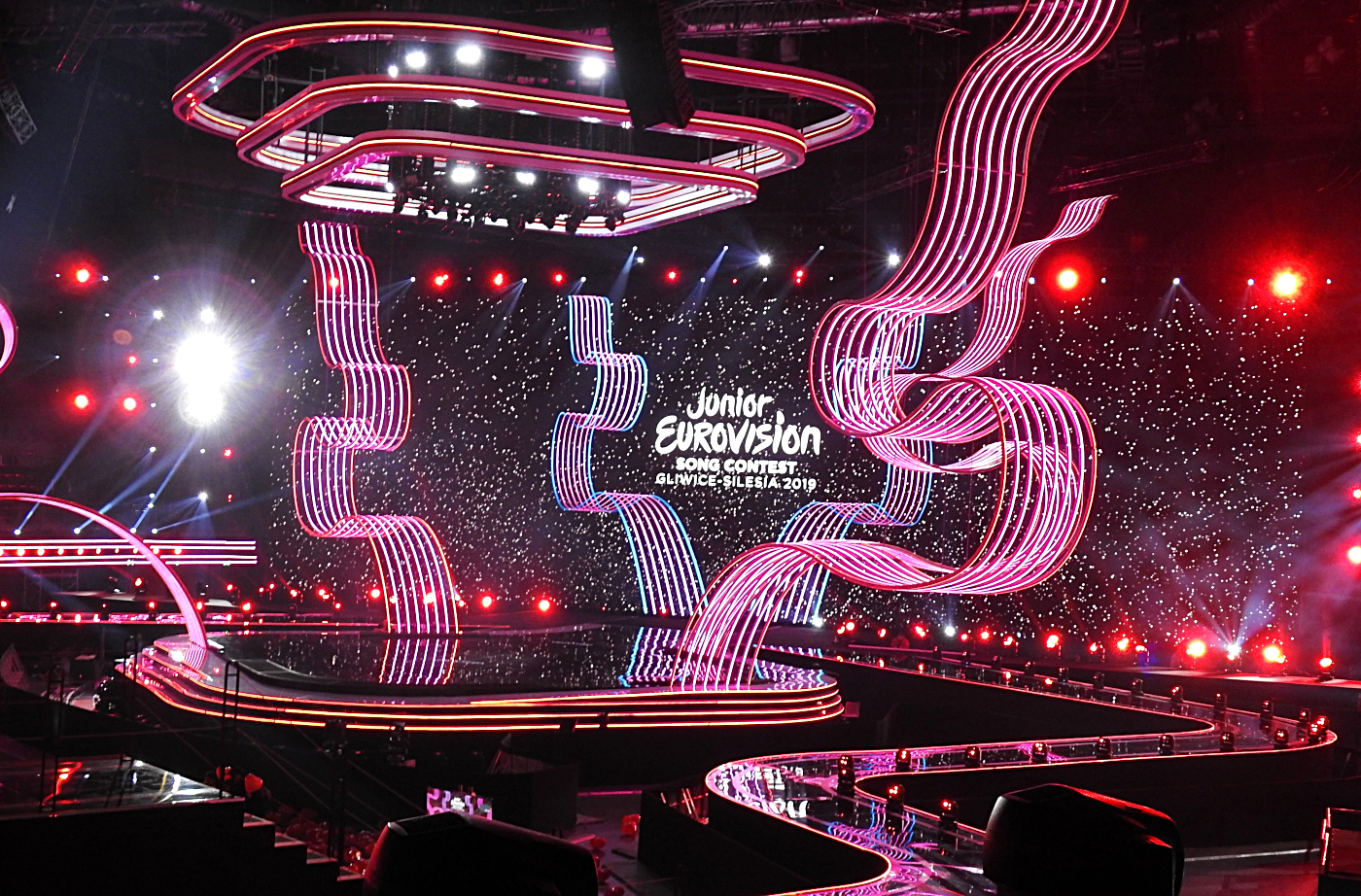
Il palco del Junior Eurovision Song Contest 2019

Il 13 maggio 2019, durante una conferenza stampa dedicata all'Eurovision Song Contest 2019 a Tel Aviv, vengono annunciati lo slogan ed il logo di questa edizione.
Lo slogan di questa edizione è stato "Share the Joy", mentre il logo rappresenta un grande aquilone composto da tanti fili di luci. 
Essi sono stati progettati dall'emittente TVP con lo scopo di rappresentare la libertà, la luce e la condivisione di momenti di gioia dei giovani artisti che rappresentano gli stati partecipanti.

### Presentatori
Il 22 agosto 2019 sono stati annunciati i presentatori di questa edizione: Ida Nowakowska, Aleksander Sikora e Roksana Węgiel.
- Ida Nowakowska è un'attrice e ballerina polacca che ha recitato in pellicole come Bandit e Out of Reach. Inoltre è la conduttrice della versione polacca di The Voice Kids e della versione polacca di Junior Bake Off, ed è stata anche giudice dell'edizione polacca di Dance Dance Dance.
- Aleksander Sikora è un presentatore e giornalista polacco. Ha debuttato nel 2011 come conduttore televisivo e video jockey sui canali musicali più famosi del paese come MTV Polska, VIVA Polska e 4funTV. Lavora per l'emittente pubblica polacca TVP come parte dello rotocalco mattutino più popolare del paese Pytanie na śniadanie ed è anche conduttore del tour estivo TVP2, un evento che presenta i migliori cantanti polacchi e internazionali.
- Roksana Węgiel è una cantante conosciuta per aver vinto l'edizione precedente della manifestazione, diventando anche la prima vincitrice a condurre l'evento.

Il 24 settembre 2019, invece, sono stati annunciati i presentatori della cerimonia d'apertura: Agata Konarska e Mateusz Szymkowiak.
- Agata Konarska è una giornalista e presentatrice polacca. È conosciuta nel mondo dell'Eurovisione per essere stata la conduttrice dell'Eurovision Young Dancers 2005. Inoltre, è nota per aver presentato numerosi festival musicali in tutto il paese. Konarska è stata successivamente nominata conduttrice della conferenza stampa dedicata al vincitore della manifestazione.
- Mateusz Szymkowiak è un giornalista e presentatore polacco. Ha co-condotto la prima edizione della versione polacca di The Voice ed è stato il portavoce della giuria polacca all'Eurovision Song Contest nel 2018 e 2019. Lavora per l'emittente pubblica polacca TVP come parte dello rotocalco mattutino più popolare del paese Pytanie na śniadanie.

### Sistema di voto
Come nelle edizioni precedenti, è stato utilizzato il televoto online per decretare il vincitore. Il televoto online è stato diviso in due fasi:
- La prima fase di votazione è partita il 22 novembre a partire dalle 20:00 fino 24 novembre, in cui il pubblico ha potuto votare dalle 3 alle 5 canzoni preferite, tra cui quella del proprio Paese, dietro una visione obbligatoria di un recap generale di tutte le canzoni in gara e una visione facoltativa di un minuto di prove tecniche.
- Mentre la seconda fase della votazione, sempre online, è durata 15 minuti ed è partita dal momento in cui l’ultima canzone in gara è stata ascoltata, come in un classico televoto.

Queste due fasi hanno inciso per il 50% nella composizione della classifica finale, sommata alla classifica delle giurie nazionali.

## Stati partecipanti

Stati partecipanti
Stati che hanno partecipato in passato ma non nel 2019

Stati partecipanti
     Stati che hanno partecipato in passato ma non nel 2019
| Stato                   | Artista                              | Brano                           | Lingua              | Processo di selezione                                                                                 |
| ----------------------- | ------------------------------------ | ------------------------------- | ------------------- | --- |
| Albania                 | Isea Çili                            | Mikja ime fëmijëri              | Albanese            | Junior Fest 2019, 29 settembre 2019                                                                   |
| Armenia                 | Karina Ignatyan                      | Colours of Your Dream           | Armeno, inglese     | Depi Mankakan Evratesil 2019, 15 settembre 2019                                                       |
| Australia               | Jordan Anthony                       | We Will Rise                    | Inglese             | Interno, 1º settembre 2019 per l'artista; 7 ottobre 2019 per il brano                                 |
| Bielorussia             | Liza Misnikava                       | Pepel'nyj (Ashen)               | Russo, inglese      | Nacional'nyj otbor 2019, 20 settembre 2019                                                            |
| Francia                 | Carla                                | Bim bam toi                     | Francese, inglese   | Interno, 11 ottobre 2019                                                                              |
| Galles                  | Erin Mai                             | Calon yn Curo (Heart Beating)   | Gallese             | Chwilio am Seren 2019, 24 settembre 2019 per l'artista; 19 settembre per il brano                     |
| Georgia                 | Giorgi Rostiashvili                  | We Need Love                    | Georgiano, inglese  | Ranina 2019, 26 maggio 2019 per l'artista; 7 ottobre 2019 per il brano                                |
| Irlanda                 | Anna Kearney                         | Banshee                         | Irlandese           | Junior Eurovision Éire 2019, 6 ottobre 2019                                                           |
| Italia                  | Marta Viola                          | La voce della terra             | Italiano, inglese   | Interno, 9 ottobre 2019                                                                               |
| Kazakistan              | Erjan Maksim                         | Armannan qalma                  | Kazako, inglese     | Interno, 29 luglio 2019 per l'artista; 10 ottobre 2019 per il brano                                   |
| Macedonia del Nord      | Mila Moskov                          | Fire                            | Macedone, inglese   | Interno, 9 luglio 2019 per l'artista; 15 ottobre 2019 per il brano                                    |
| Malta                   | Eliana Gomez Blanco                  | We Are More                     | Inglese, maltese    | Malta Junior Eurovision Song Contest 2019, 20 agosto 2019 per l'artista; 12 ottobre 2019 per il brano |
| Paesi Bassi             | Matheu                               | Dans met jou                    | Olandese, inglese   | Junior Songfestival 2019, 28 settembre 2019                                                           |
| Polonia (organizzatore) | Viki Gabor                           | Superhero                       | Polacco, inglese    | Szansa na sukces - Eurowizja Junior, 29 settembre 2019                                                |
| Portogallo              | Joana Almeida                        | Vem conmigo (Come with Me)      | Portoghese, inglese | Interno, 26 settembre 2019                                                                            |
| Russia                  | Tat'jana Meženceva & Denberel Ooržak | A Time for Us                   | Russo, inglese      | Akademija Eurovision 2019, 24 settembre 2019                                                          |
| Serbia                  | Darija Vračević                      | Podigni glas (Raise Your Voice) | Serbo, inglese      | Interno, 16 settembre 2019                                                                            |
| Spagna                  | Melani García                        | Marte                           | Spagnolo            | Interno, 24 luglio 2019 per l'artista; 4 ottobre 2019 per il brano                                    |
| Ucraina                 | Sofija Ivan'ko                       | The Spirit of Music             | Ucraino, inglese    | Nacvidbir 2019, 19 agosto 2019                                                                        |

## L'evento
La manifestazione si è svolta il 24 novembre 2019 alle 16:00 CET; vi hanno gareggiato 19 paesi. L'ordine d'uscita è stato reso noto il 18 novembre.
La serata è stata aperta dalla tradizionale sfilata delle bandiere, mentre come Interval Act si sono esibiti Roksana Węgiel, vincitrice dell'edizione precedente, con un'esibizione rivisitata di Anyone I Want to Be e, infine, tutti i partecipanti con la common song Share the Joy.
| N° | Stato              | Artista                              | Brano                           | Punti | Posizione |
| -- | ------------------ | ------------------------------------ | ------------------------------- | ----- | --------- |
| 01 | Australia          | Jordan Anthony                       | We Will Rise                    | 121   | 8         |
| 02 | Francia            | Carla                                | Bim bam toi                     | 169   | 5         |
| 03 | Russia             | Tat'jana Meženceva & Denberel Ooržak | A Time for Us                   | 72    | 13        |
| 04 | Macedonia del Nord | Mila Moskov                          | Fire                            | 150   | 6         |
| 05 | Spagna             | Melani García                        | Marte                           | 212   | 3         |
| 06 | Georgia            | Giorgi Rostiashvili                  | We Need Love                    | 69    | 14        |
| 07 | Bielorussia        | Liza Misnikava                       | Pepel'nyj (Ashen)               | 92    | 11        |
| 08 | Malta              | Eliana Gomez Blanco                  | We Are More                     | 29    | 19        |
| 09 | Galles             | Erin Mai                             | Calon yn Curo (Heart Beating)   | 35    | 18        |
| 10 | Kazakistan         | Erjan Maksim                         | Armannan qalma                  | 227   | 2         |
| 11 | Polonia            | Viki Gabor                           | Superhero                       | 278   | 1         |
| 12 | Irlanda            | Anna Kearney                         | Banshee                         | 73    | 12        |
| 13 | Ucraina            | Sofija Ivan'ko                       | The Spirit of Music             | 59    | 15        |
| 14 | Paesi Bassi        | Matheu                               | Dans met jou                    | 186   | 4         |
| 15 | Armenia            | Karina Ignatyan                      | Colours of Your Dream           | 115   | 9         |
| 16 | Portogallo         | Joana Almeida                        | Vem conmigo (Come with Me)      | 43    | 16        |
| 17 | Italia             | Marta Viola                          | La voce della terra             | 129   | 7         |
| 18 | Albania            | Isea Çili                            | Mikja ime fëmijëri              | 36    | 17        |
| 19 | Serbia             | Darija Vračević                      | Podigni glas (Raise Your Voice) | 109   | 10        |

| Pos. | Voto online        | Punti | Giuria             | Punti |
| ---- | ------------------ | ----- | ------------------ | ----- |
| 1    | Polonia            | 166   | Kazakistan         | 148   |
| 2    | Spagna             | 104   | Polonia            | 112   |
| 3    | Francia            | 84    | Spagna             | 108   |
| 4    | Paesi Bassi        | 81    | Paesi Bassi        | 105   |
| 5    | Kazakistan         | 79    | Macedonia del Nord | 100   |
| 6    | Italia             | 64    | Francia            | 85    |
| 7    | Serbia             | 63    | Australia          | 82    |
| 8    | Russia             | 57    | Armenia            | 70    |
| 9    | Macedonia del Nord | 50    | Italia             | 65    |
| 10   | Bielorussia        | 48    | Serbia             | 46    |
| 11   | Armenia            | 45    | Bielorussia        | 44    |
| 12   | Portogallo         | 43    | Irlanda            | 39    |
| 13   | Australia          | 39    | Georgia            | 37    |
| 14   | Irlanda            | 34    | Ucraina            | 28    |
| 15   | Georgia            | 32    | Russia             | 15    |
| 16   | Ucraina            | 31    | Galles             | 9     |
| 17   | Albania            | 29    | Albania            | 7     |
| 18   | Malta              | 27    | Malta              | 2     |
| 19   | Galles             | 26    | Portogallo         | 0     |

12 punti
| Nº | A                  | Da                                                                  |
| -- | ------------------ | ------------------------------------------------------------------- |
| 7  | Kazakistan         | Bielorussia, Galles, Georgia, Paesi Bassi, Polonia, Serbia, Ucraina |
| 4  | Paesi Bassi        | Armenia, Australia, Francia, Portogallo                             |
| 2  | Polonia            | Kazakistan, Spagna                                                  |
| 2  | Spagna             | Albania, Italia                                                     |
| 1  | Australia          | Russia                                                              |
| 1  | Italia             | Irlanda                                                             |
| 1  | Macedonia del Nord | Malta                                                               |
| 1  | Serbia             | Macedonia del Nord                                                  |

## Portavoce
- Australia: Szymon
- Francia: Karolina
- Russia: Alisa Chilko e Chrjuša (Portavoce dello Stato anche nell'edizione precedente)
- Macedonia del Nord: Magdalena
- Spagna: Violeta Leal
- Georgia: Anastasia Garsevanishvili
- Bielorussia: Ėmilija Njavinskaja
- Malta: Paula
- Galles: Cadi Morgan
- Kazakistan: Arýjan Hafız (Portavoce dello Stato nell'edizione precedente)
- Polonia: Marianna Józefina Piątkowska
- Irlanda: Leo Kearney
- Ucraina: Darina Krasnovec'ka (Rappresentante dello Stato al Junior Eurovision Song Contest 2018)
- Paesi Bassi: Anne Buhre (Rappresentante dello Stato al Junior Eurovision Song Contest 2018)
- Armenia: Erik Antonyan
- Portogallo: Zofia
- Italia: Maria Iside Fiore (Rappresentante dello Stato al Junior Eurovision Song Contest 2017)
- Albania: Efi Gjika (Rappresentante dello Stato al Junior Eurovision Song Contest 2018)
- Serbia: Bojana Radovanović (Rappresentante dello Stato al Junior Eurovision Song Contest 2018)

## Trasmissione dell'evento e commentatori

### Televisione e radio
| Paese              | Emittente          | Stazione                          | Commentatori                                               | Note          |
| ------------------ | ------------------ | --------------------------------- | ---------------------------------------------------------- | ------------- |
| Albania            | RTSH               | RTSH 1 RTSH Muzikë Radio Tirana   | Andri Xhahu                                                | [ 41 ]        |
| Armenia            | ARMTV              | Armenia 1                         | Avet Barseghyan Mane Grigoryan                             | [ 41 ]        |
| Australia          | ABC                | ABC Me                            | Pip Rasmussen Ava Madon Drew Parker                        | [ 41 ]        |
| Bielorussia        | BTRC               | Belarus 1 Belarus 24              | Jaŭgen Perlin                                              | [ 42 ]        |
| Francia            | France Télévisions | France 2                          | Stéphane Bern Sandy Héribert                               | [ 43 ]        |
| Galles             | S4C                | S4C                               | Trystan Ellis-Morris                                       | [ 44 ]        |
| Galles             | S4C                | S4C                               | Stifyn Parri                                               | [ 44 ]        |
| Georgia            | GPB                | 1TV                               | Demetre Ergemlidze Tamar Edilashvili                       | [ 45 ]        |
| Irlanda            | TG4                | TG4                               | Sinéad Ní Uallacháin                                       | [ 41 ]        |
| Italia             | Rai                | Rai Gulp                          | Mario Acampa Alexia Rizzardi                               | [ 46 ]        |
| Kazakistan         | KA                 | Khabar 24                         | Qaldybek Jaısaqbaj Mahabbat Esen                           | [ 41 ]        |
| Lituania           | TVP                | TVP Wilno                         | Artur Orzech                                               | [ 47 ]        |
| Macedonia del Nord | MRT                | MRT 1                             | Eli Tanaskovska                                            | [ 41 ]        |
| Malta              | PBS                | TVM                               | Nessuno                                                    | [ 41 ]        |
| Paesi Bassi        | NPO                | NPO Zapp                          | Buddy Vedder                                               | [ 48 ]        |
| Polonia            | TVP                | TVP1 TVP Polonia TVP HD           | Artur Orzech                                               | [ 49 ]        |
| Portogallo         | RTP                | RTP1 RTP Internacional RTP África | Nuno Galopim                                               | [ 50 ] [ 51 ] |
| Regno Unito        | Fun Kids           | Fun Kids                          | Ewan Spence                                                | [ 52 ]        |
| Russia             | VGTRK              | Karusel                           | Anton Zor'kin                                              | [ 53 ] [ 54 ] |
| Russia             | NTV                | NTV                               | Vadim Takmenev Lera Kudrjavceva                            | [ 53 ] [ 54 ] |
| Serbia             | RTS                | RTS 2                             | Tijana Lukić                                               | [ 41 ]        |
| Spagna             | RTVE               | La 1 TVE Internacional            | Tony Aguilar Julia Varela Victor Escudero Santiago Junegos | [ 55 ]        |
| Ucraina            | UA:PBC             | UA:Peršyj UA:Kultura              | Timur Mirošnyčenko                                         | [ 56 ]        |

### Streaming
| Paese | Piattaforma |
| ----- | ----------- |
| Mondo | YouTube     |

## Ascolti
| Paese       | Telespettatori | Share | Note   |
| ----------- | -------------- | ----- | ------ |
| Francia     | 979 000        | 7,6%  | [ 57 ] |
| Galles      | 19 797         | —     | [ 58 ] |
| Italia      | 42 000         | 0,25% | [ 59 ] |
| Paesi Bassi | 252 000        | 9,1%  | [ 60 ] |
| Polonia     | 7 700 000      | 39,4% | [ 61 ] |
| Portogallo  | 350 000        | 9,5%  | [ 62 ] |
| Russia      | —              | 7,9%  | [ 63 ] |
| Spagna      | 1 500 000      | 11,8% | [ 64 ] |

## Stati non partecipanti
- Azerbaigian: dopo un'iniziale conferma,[65] il 1º luglio 2019, İctimai TV ha annunciato che non parteciperà a questa edizione.[66]
- Belgio: il 9 aprile 2019 VRT ha annunciato che non parteciperà a questa edizione.[67]
- Cipro: il 10 giugno 2019 CyBC ha annunciato che non parteciperà a questa edizione.[68]
- Croazia: il 9 giugno 2019 HRT ha annunciato che non parteciperà a questa edizione, per via degli alti costi di partecipazione.[69]
- Danimarca: il 10 aprile 2019 DR ha confermato che non ha alcun piano per il ritorno alla competizione.[70]
- Estonia: il 10 aprile 2019 ERR ha dichiarato che non avrebbe debuttato in questa edizione.[71]
- Finlandia: il 10 giugno 2019 Yle ha dichiarato che non avrebbe debuttato in questa edizione, per disaccordo sull'uso dei bambini in un programma per adulti.[72]
- Grecia: il 21 giugno 2019 ERT ha annunciato che non parteciperà a questa edizione.[73]
- Germania: il 10 aprile 2019 KiKA ha dichiarato che non avrebbe debuttato in questa edizione.[74]
- Islanda: il 23 maggio 2019 RÚV ha dichiarato che non avrebbe debuttato in questa edizione.[75]
- Israele: il 13 giugno 2019 IPBC ha annunciato che non parteciperà a questa edizione.[76]
- Lettonia: il 14 giugno 2019 LTV ha annunciato che non parteciperà a questa edizione, per concentrarsi sulle partecipazioni dell'Eurovision Song Contest 2020 e dell'Eurovision Choir 2019.[77]
- Moldavia: il 31 maggio 2019 TRM ha annunciato che non parteciperà a questa edizione.[78]
- Montenegro: il 2 giugno 2019 RTCG ha annunciato che non parteciperà a questa edizione, per via degli alti costi di partecipazione.[79]
- Norvegia: l'11 aprile 2019 NRK ha annunciato che non parteciperà a questa edizione.[80]
- Regno Unito: l'8 aprile 2019 ITV ha annunciato che non parteciperà a questa edizione, per scarso interesse nei confronti della manifestazione.[81]
- Rep. Ceca: il 10 aprile 2019 ČT ha dichiarato che non avrebbe debuttato in questa edizione, per concentrarsi sull'Eurovision Song Contest 2020.[82]
- Scozia: dopo aver discusso su un possibile debutto, il 29 giugno 2019 BBC Alba ha dichiarato che non avrebbe debuttato in questa edizione, per concentrarsi sull'Eurovision Choir 2019.[83]
- Slovacchia: il 10 giugno 2019 RTVS ha dichiarato che non avrebbe debuttato in questa edizione.[84]
- Slovenia: il 9 giugno 2019 RTV SLO ha annunciato che non parteciperà a questa edizione, per via degli alti costi di partecipazione.[85]
- Svezia: l'11 aprile 2019 SVT ha annunciato che non parteciperà a questa edizione.[86]
- Svizzera: l'11 aprile 2019 RTS ha annunciato che non parteciperà a questa edizione.[87]